# BB Fe 2/2
Die seinerzeit selbständige Berninabahn (BB) stellte 1909 den von der SIG und Alioth gebauten meterspurigen Elektrotriebwagen Fe 4/4 51 in Dienst. Mit seinem Holzaufbau erinnerte der Gepäcktriebwagen äusserlich an einen Güterwagen; die elektrische Ausrüstung entsprach einem «halbierten» Personentriebwagen BCe 4/4. Mit der Übernahme der Berninabahn durch die Rhätische Bahn (RhB) im Jahr 1943 wechselte auch dieses Fahrzeug in die neue Eigentümerschaft. Mit der Umbezeichnung der Gepäckwagen wurde der Triebwagen vom Fe 2/2 zum De 2/2 und 1965 erhielt er von der RhB die Nummer 151.
Im Laufe der Zeit nahm die RhB einige Änderungen vor:
- 1951: Ersatz des Lyrabügels durch einen Pantographen
- 1961–62: neuer Wagenkasten, neuer Fahrschalter, Druckluft-Rangierbremse und Magnetschienenbremse zusätzlich zur vorhandenen Vakuumbremse
- 1980: Kasten verblecht, Einholm-Stromabnehmer

Das 1965 zu 151 umnummerierte Einzelstück war bei der BB grau, bei der RhB zunächst grün, später rotbraun lackiert. Seit Anfang der 1990er trägt es einen Anstrich in Verkehrsorange.
Der Einsatz als Rangierlokomotive – fand in den Sommermonaten meist auf Ospizio Bernina, ansonsten in Poschiavo statt.
Nachdem das Fahrzeug von der Rhätischen Bahn und dem Kanton Graubünden nicht als erhaltungswürdig eingestuft wurde und die kurzfristige Verschrottung drohte, wurde es vom Club 1889 gekauft und einem lokalen Pferdefuhrhalter in Pontresina übergeben, der es auf seinem Grundstück in unmittelbarer Nähe zum Bahnhof zur privaten Nutzung aufgestellt hat.